# ハイズオン省
ハイズオン省（海陽省、ハイズオンしょう、ベトナム語：Tỉnh Hải Dương / 省海陽  発音）は、ベトナムのかつての省（地方自治体）。省都はハイズオン市。紅河デルタに位置し、首都ハノイ（河内）と外港ハイフォン（海防）、世界的観光地ハロン湾（下龍湾）の間にある省である。2022年の人口は 194.7万人、面積は 1,668.3 平方キロメートル。
交通の要地のため、工場進出が盛ん。またベトナムにおけるライチの名産地でもある。
2025年、ハイフォン市に統合された。

## 行政区画
2市1市社9県で構成される。
- ハイズオン市（Hải Dương / 海陽）
- チーリン市（Chí Linh / 至靈）
- キンモン市社（Kinh Môn / 荊門）
- ビンザン県（Bình Giang / 平江）
- カムザン県（Cẩm Giàng / 錦江）
- ザーロック県（Gia Lộc / 嘉祿）
- キムタイン県（Kim Thành / 金城）
- ナムサック県（Nam Sách / 南策）
- ニンザン県（Ninh Giang / 寧江）
- タインハ県（Thanh Hà / 青河）
- タインミエン県（Thanh Miện / 青沔）
- トゥーキー県（Tứ Kỳ / 四岐）